# 坂口カンナ
坂口 カンナ（さかぐち カンナ、1992年5月12日 - ）は、福岡県に活動拠点を置いているラジオパーソナリティ、ローカルタレントである。福岡県柳川市出身。福岡市東区在住。パインズ所属。

## 来歴・人物
- 幼いころからラジオを聴くことが好きで、ラジオネーム「カンカン」として投稿していたことがあるとの事。高校を卒業し大学へ進学し暫くたった頃、FM福岡へ「ラジオパーソナリティになりたい！」と乗り込んだことがあり、そこで事務所に所属してパーソナリティになる道があることを教わり、大学1年の前期で中退し、現在の所属事務所の扉を叩いた。
- 九九の7の段が言えない。
- 2019年には福岡マラソン、ホノルルマラソンに参加したことがある。
- 坂口の父（坂口 勝美）はかつて箱根駅伝に駒沢大学から出場し６区を２度走ったことがある。そのときの２区は大八木弘明駒大前監督
- 福岡ソフトバンクホークスの観戦、音楽（演奏から鑑賞まで）、カラオケ、旅行が趣味。
- 親の目子の目のことを番組名ではなくことわざと思っていた。

## 出演

### テレビ
- #てれふく - NHK福岡 不定期金曜 19:30～19:57（ナレーション、 - 現在）

### ラジオ
- Got Many Tunes - RKBラジオ 金曜 17:48～21:00（2021年10月 - 現在）
- KBC MUSIC PROGRAM "FUZZ" 月曜 17:55-21:55（2023年4月3日 - 現在）
- CHARGE - FM FUKUOKA 木曜 20:30～21:55 （2024年4月4日 - 現在）

### 過去の出演
- KBC長浜横丁イカ焼きカンナ - KBCラジオ（2019年10月 - 2020年4月）
- 夕方じゃんじゃん - KBCラジオ 木曜担当（2018年10月 - 2021年3月）
- UP↑UP↑ - CROSS FM 月曜・木曜担当  9:00～12:40（2018年10月 - 2024年3月28日）
- TAKE IT EASY - CROSS FM 土曜 12:00～16:00（2017年10月 - 2024年3月30日）
- CITY POP REVIEW - CROSS FM 火曜 20:00～21:00（2021年4月 - ）→ 日曜 7:00～8:00（2023年1月 - 2023年10月）